# Prunus tucumanensis
Prunus tucumanensis — вид квіткових рослин з родини трояндових (Rosaceae). Ареал охоплює такі країни: Аргентина, Болівія.